# آلان دو بنوا
آلان دو بنوا دو جينتسارت (بالفرنسية: Alain de Benoist de Gentissart) والمعروف أيضًا باسم فابريس لاروش وروبرت دي هيرت وغيرها من الأسماء المستعارة الأخرى، هو صحفي فرنسي وفيلسوف سياسي وُلد بتاريخ 11 ديسمبر عام 1943، وهو عضو مؤسس في حركة اليمين الجديد السياسية وزعيم مجمع التفكير القومي العرقي جي آر إي سي إي.
تأثر دو بنوا بشكل أساسي بمفكري الثورة المحافظة الألمانية، وعارض المسيحية وحقوق الإنسان والنيوليبرالية والديمقراطية التمثيلية ومذهب المساواة ومن بنظره يجسد هذه القيم ويعززها، أي الولايات المتحدة. وضع مفهوم التعددية الإثنية، وهو مفهوم يعتمد على الحفاظ على المناطق الفردية والمناطق الثقافية الإثنية المتاخمة واحترامها بشكل متبادل.
كان لعمله تأثيرٌ على حركة اليمين البديل في الولايات المتحدة، وقدم محاضرة عن الهوية في مؤتمر لمعهد السياسة الوطنية الذي استضافه ريتشارد برتراند سبنسر، ومع ذلك نأى بنفسه عن الحركة.

## السيرة الذاتية

### النشأة (1943-1961)
وُلد آلان دو بنوا دو جينتسارت في 11 ديسمبر عام 1943 في سان سمفوريان (جزء من مدينة تور حاليا) في منطقة سانتر– فال دو لوار، وهو ابن رئيس مبيعات منتجات غويرلان، واسمه أيضًا آلان دو بنوا (1902-1971) وابن جيرماين لانجويت (1908-1981). نشأ دو بنوا ضمن عائلة برجوازية وكاثوليكية. ومع أن والدته جاءت من الطبقة المتوسطة الدنيا من منطقتي نورماندي وبريتاني، إلا أن والده ينتمي إلى طبقة النبلاء البلجيكيين حسبما يزعم. خلال الحرب العالمية الثانية، كان والد دو بنوا عضوًا في القوات الفرنسية الداخلية؛ إحدى مجموعات المقاومة الفرنسية المسلحة. وصرح بأنه غولي الانتماء (نسبة إلى شارل دي غول)، بينما كانت زوجته جيرماين تميل لليسار نوعًا ما. وانقسمت عائلة دو بنوا خلال الحرب بين فرنسا الحرة وفرنسا الفيشية.
كان دو بنوا ما يزال في المدرسة الثانوية في مدرسة مونتايجن ومدرسة لويس الكبير خلال فوضى الحرب الجزائرية (1954-1962)، التي شكلت وجهات نظره السياسية. في عام 1957، أي عندما أصبح عمره 14 عامًا، التقى ابنة الصحفي هنري كوستون المعادي للسامية ومنظر المؤامرات وبدأ حياته المهنية في الصحافة بعد ثلاث سنوات من خلال الكتابة لمجلة هنري كوستون ليكتشر ماغازين. ومع ذلك بقي دو بنوا بعيدًا عن نظريات كوستن للمؤامرة حول الماسونية واليهود.
في عام 1961، عندما أصبح عمره 17 عامًا، التقى فرانسوا دورسيفال الذي أصبح رئيس تحرير صحيفة غير رسمية للمنظمة شبه العسكرية المؤيدة للاستعمار أو إيه إس (منظمة الجيش السري) المسماة بأنباء فرنسا. انضم في العام نفسه إلى مجموعة الطلاب في اتحاد الطلاب الوطني (إف إي إن)، وأصبح في عام 1962 أمينًا لمجلة المنظمة في جامعة كاهيرس، إذ كتب المقالات الرئيسة إلى جانب دورسيفال. ثم بدأ –كطالب في القانون والأدب– فترة من النشاط السياسي والشغف للسينما الخيالية. وفقًا لبيير أندريه تاغييف وبيير ميلزا، كان لدى دو بنوا فضولٌ فكريًا افتقر إليه زملاؤه الأكبر منه مثل دومينيك وينر (1935-2013) وجان مابير (1927-2006)، وأظهر لهم دو بنوا عالمًا خياليًا لم يتمكنوا من تخيله ولا استغلال أيديولوجيته الممكنة.

### النشاط السياسي الراديكالي (1962-1967)
التقى دو بنوا مع دومينيك وينر في عام 1962. وفي العام التالي شارك في إنشاء مجلة العمل الأوروبي، وهي مجلة قومية بيضاء أنشأها وينر وعمل فيها كصحفي. نشر دو بنوا في ذلك الوقت مقالاته الأولى تحت عنوان: (سالان في مواجهة الرأي العام، في عام 1963) و(الشجاعة هي موطنهم الأم، في عام 1965) مدافعًا في ذلك عن الاحتلال الفرنسي للجزائر وعن منظمة الجيش السري.
بين عامي 1963 و1965، كان دو بنوا عضوًا في منظمة الاتحاد العقلاني، ومن المرجح أنه بدأ في قراءة انتقادات لويس روجر للمسيحية –والذي كان أيضًا مؤيدًا للمنظمة– خلال هذه الفترة. حافظوا على علاقة روجر وفرضيته التي أثرت تأثيرًا عميقًا على معاداة دو بنوا الخاصة للمسيحية. كتب دو بنوا في عام 1965: «نعارض سارتر بروجر، مثلما نعارض الهذيان اللفظي بالمنطق، لأن الواقعية البيولوجية هي أفضل ما نواجه به الوهم المثالي». واصل دو بنوا مسيرته الصحفية/ وأصبح في عام 1964 رئيس تحرير المنشورات الأسبوعية لمجلة العمل الأوروبي، وكان يشغل نفس المنصب في مجلة المراقبة الفرنسية L'Observateur Européen من عام 1964 إلى 1968. وكتب أيضًا في مجلة الفاشستية الجديدة «دفاع عن الغرب» التي أسسها موريس بارديش في عام 1952.
بعد زيارة قام بها إلى جنوب أفريقيا بدعوة من حكومة الحزب الوطني لهندريك فيرورد، شارك دو بنوا مع جييل فورنييه في كتابة مقال في عام 1965 عنوانه الحقيقة لجنوب أفريقيا الذي أيدوا فيه الأبارتايد أو نظام الفصل العنصري. في العام التالي، شارك مع دورسيفال في كتابة مقال آخر بعنوان رودسيا بلاد الأُسود المخلصة، دفاعًا عن دولة رودسيا وهي دولة منفصلة عن جنوب أفريقيا تحكمها حكومة الأقلية البيضاء. ومهّد رئيس وزراء الدولة غير المعترف بها آنذاك يان سميث للكتاب. وبعد عودته من رحلة إلى الولايات المتحدة، تأسف دو بنوا بشدة على قمع التمييز العنصري وكتب متنبئًا بأن النظام سيجد طريقه خارج نطاق القانون، وبالتالي بطريقة أكثر عنفًا.
ساهم دو بنوا في مقالتين نُشرتا في عام 1966 تحت عنوان (الهندوأوروبيون) و(ما هي القومية؟) في تعريف القومية الأوروبية الجديدة، حيث تعتبر الحضارة الأوروبية -أو العرق الأبيض- فوق الجماعات العرقية التي تتكون منها والمتحدة في إمبراطورية وحضارة مشتركة بما في ذلك روسيا. جُسدت هذه النظرية في برنامج التجمع الأوروبي من أجل الحرية (آر إي إل) الذي كان فيه دو بنوا عضوًا في المجلس الوطني خلال الانتخابات التشريعية في عام 1967، وأصبحت فيما بعد فكرة جوهرية في مجموعة الأبحاث والدراسات للحضارة الأوروبية (جي آر إي سي إي) في عام 1968.
دفعت الإخفاقات الانتخابية المتتالية للحركات اليمينية المتطرفة -بدءًا من فشل المرشح الرئاسي جان لوي تيكسير فيجنانكور في عام 1965، الذي دعمه دو بنوا من خلال اللجان التلفزيونية، إلى هزيمة آر إي إل في مارس عام 1967- دو بنوا إلى التشكيك في مشاركته السياسية والتركيز على الاستراتيجيات السياسية التالية. ووفقًا له، قرر في خريف عام 1967 الانفصال الدائم والكامل عن العمل السياسي والشروع في إطلاق مجلة. خلال أحداث مايو عام 1968 في فرنسا، وعندما أصبح عمره 25 عامًا عمل كصحفي في مجلة صدى الصحافة والإعلان (L'Écho de la presse et de la publicité) المهنية. 

## روابط خارجية
- آلان دو بنوا على موقع IMDb (الإنجليزية)
- آلان دو بنوا على موقع مونزينجر (الألمانية)